# 史蒂夫·斯特里克
史蒂夫·斯特里克（Steve Stricker, 1967年2月23日 - ）是一位美國職業高爾夫球選手。出生在威斯康星州。1990年畢業於伊利諾大學。目前已獲得了11個冠軍。在2007年，他有25周都排在世界前10位之列。

## 外部連結
- PGA巡迴賽網站上的介紹